# 真夜中のピアニスト
『真夜中のピアニスト』（まよなかのピアニスト、原題: De battre mon cœur s'est arrêté, 英題: The Beat That My Heart Skipped）は、2005年のフランス映画である。1978年のアメリカ映画『マッド・フィンガーズ』のリメイク。2006年の第31回セザール賞で最優秀作品賞、監督賞を含む8部門で受賞。また2005年の第55回ベルリン国際映画祭では、アレクサンドル・デスプラが銀熊賞（音楽賞）を受賞し、同年の第59回英国アカデミー賞でも外国語作品賞を受賞した。

## ストーリー
28歳のトム（ロマン・デュリス）は、友人ファブリス（ジョナサン・ザッカイ）、サミ（ジル・コーエン）と組む不動産ブローカーだ。かつての恩師に出会い、オーディションの機会を与えられた彼は、ピアニストになるという昔の夢を思い出す。中国人のミャオリン（リン・ダン・ファン）に師事し、レッスンにのめり込んでゆく。

## キャスト
※括弧内は日本語吹替
- トム・セール - ロマン・デュリス（宮本充）
- ロベール・セール - ニエル・アレストリュプ（沢木郁也）
- アリーヌ - オーレ・アッティカ（泉裕子）
- ミャオリン - リン・ダン・ファン （小林さやか）
- クリス - エマニュエル・ドゥヴォス（滝佳保子）
- ファブリス - ジョナサン・ザッカイ（楠大典）
- サミ - ジル・コーエン

## 受賞・ノミネート
| 映画賞                   | 部門             | 候補                                          | 結果       |
| ------------------------ | ---------------- | --------------------------------------------- | ---------- |
| 第55回ベルリン国際映画祭 | 金熊賞           | ジャック・オーディアール                      | ノミネート |
| 第55回ベルリン国際映画祭 | 銀熊賞（音楽賞） | アレクサンドル・デプラ                        | 受賞       |
| 第31回セザール賞         | 作品賞           | ジャック・オーディアール                      | 受賞       |
| 第31回セザール賞         | 監督賞           | ジャック・オーディアール                      | 受賞       |
| 第31回セザール賞         | 主演男優賞       | ロマン・デュリス                              | ノミネート |
| 第31回セザール賞         | 助演男優賞       | ニエル・アレストリュプ                        | 受賞       |
| 第31回セザール賞         | 有望若手女優賞   | リン・ダン・ファン                            | 受賞       |
| 第31回セザール賞         | 脚色賞           | ジャック・オーディアール トニーノ・ブナキスタ | 受賞       |
| 第31回セザール賞         | 音楽賞           | アレクサンドル・デプラ                        | 受賞       |
| 第31回セザール賞         | 撮影賞           | ステファーヌ・フォンテーヌ                    | 受賞       |
| 第31回セザール賞         | 編集賞           | ジュリエット・ウェルフラン                    | 受賞       |
| 第59回英国アカデミー賞   | 外国語作品賞     | パスカル・コシュトゥー                        | 受賞       |
| 第18回ヨーロッパ映画賞   | 男優賞           | ロマン・デュリス                              | ノミネート |